# Silene chamarensis
Silene chamarensis là loài thực vật có hoa thuộc họ Cẩm chướng. Loài này được Turcz. miêu tả khoa học đầu tiên năm 1842.